# Buemba
Buemba is een geslacht van hooiwagens uit de familie Assamiidae.
De wetenschappelijke naam Buemba is voor het eerst geldig gepubliceerd door Roewer in 1935. 

## Soorten
Buemba is monotypisch en omvat slechts de volgende soort:
- Buemba filipes